# Elale
Elale est un village de la région du Centre du Cameroun, situé dans la commune de Nguibassal. 

## Population et développement
En 1962, la population de Elale était de 240 habitants. La population de Elale était de 472 habitants dont 229 hommes et 243 femmes, lors du recensement de 2005.     